# Oi!

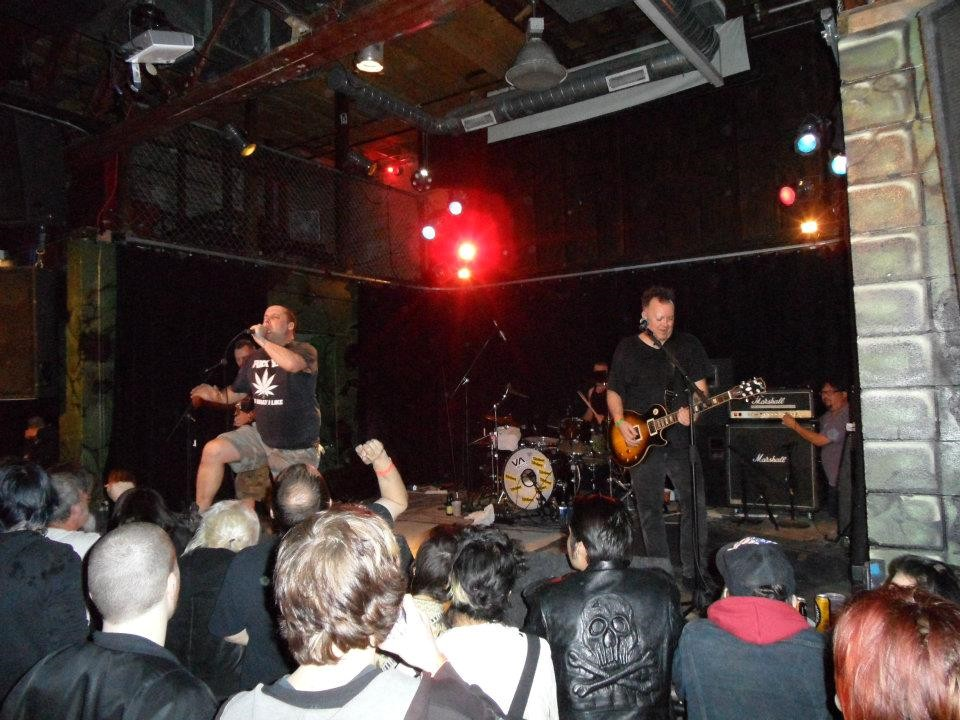
Peter and the Test Tube Babies, 2012

Oi! ist die Bezeichnung für einen Musikstil der Skinhead- und Punk-Szene.

## Merkmale und Entwicklung
Oi! entstand Anfang der 1980er Jahre in Großbritannien als eine Art Punk-Rock für Jugendliche der Arbeiterklasse.
Sie sahen in dem Erfolg von Bands wie den Sex Pistols oder The Clash den Ausverkauf ihrer Bewegung, die „nach 1977 zu kommerziell, lasch und mittelklassemäßig geworden war“.
Der Punk der 1970er Jahre war ein Protest gegen die als aufgeblasen empfundene Rock- und Pop-Superstarkultur und stellte sich als Sprachrohr der Jugend auf der Straße dar. Die Jugendlichen, die nun aber erst ab ca. 1978 begannen, sich für Musik zu interessieren, und die erste Aufbruchstimmung des 1976/77er-Punk nicht miterlebt hatten, waren jedoch schnell der Meinung, dass nur wenige Bands, wie Sham 69, Menace, The Ruts oder UK Subs, das Lebensgefühl der Straße authentisch widerspiegeln würden, während Bands wie The Clash ihrer Ansicht nach die „street credibility“ fehlte.

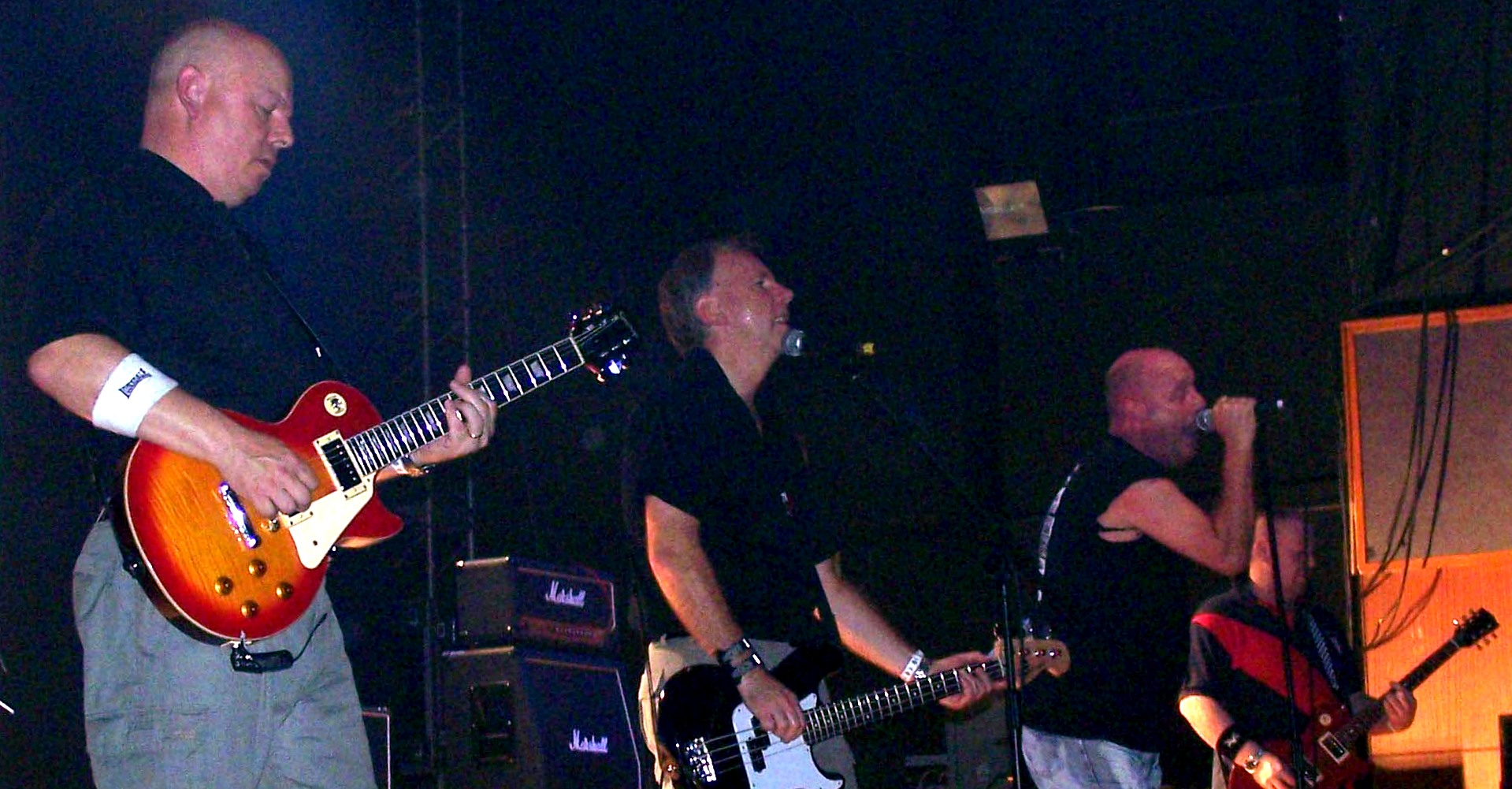
Cock Sparrer live in London

Unter direktem Einfluss von Bands wie Sham 69 kamen die jungen Musiker in den Bands Angelic Upstarts und Cockney Rejects in die Musikszene. Da sie genau das, was ihre Zuhörer täglich erlebten, in ihren Liedern besangen – nämlich Probleme, Spaß, Fußball, Arbeitslosigkeit, Kriminalität, Gewalt –, bauten sie sich bald eine große Anhängerschaft auf. Diese brachten ihre Version des Punk-Rock, die damals noch „Streetpunk“ oder „Real Punk“ genannt wurde, in die Skinhead-Kultur. Maßgeblich für die Bezeichnung „Oi!“ waren die Cockney Rejects. Der Sounds-Journalist Garry Bushell nahm sich der Sache an, stellte die Kompilationen Oi! The Album (1980), Strength Thru Oi! und Carry on Oi!! (beide 1981) zusammen und verhalf der Musik so zu Popularität.
Unter dem Schlagwort „Oi!“ vereinten sich nun völlig unterschiedliche Musikstile – Punk, Ska/Reggae und Pub Rock. Zudem gab es eine Oi!-Sparte, die viel mit Komik zu tun hatte – von Garry Bushell „punk pathetique“ genannt – bestehend unter anderem aus den Bands Splodgenessabounds (wahrscheinlich eine der kommerziell erfolgreichsten Oi!-Bands, ihr Hit 2 Pints of Lager stieg 1980 bis auf Platz 7 der UK-Charts), Toy Dolls, Peter & The Test Tube Babies oder Barney Rubble.
Oi! zog auch einige der traditionellen Skinheads an, die bisher Reggae, Ska und Soul/Northern Soul bevorzugten. Manche Skins, die den Geist von ’69 („Spirit of ’69“) lebten, sahen die neuen Oi!-Skins nicht als echte Skins an, da diese nun Oi!-Punk bevorzugten und zum Teil mit Vollglatze (die unter traditionellen Skinheads verpönt ist) und 14-Loch-Boots dem Style Elemente hinzufügten, die vorher nicht zum Outfit eines Skins gehörten. „Und die viel zu wenigen Skins, die die dürren Jahre von Glam, Rock und Disco überlebt hatten, wollten mit solchen Skins nichts zu tun haben.“
In seinem Bruch mit dem „toten“ Punk liegen u. a. die Parallelen des Oi! zum Hardcore.
Die Oi!-Musik (Oi!-Punk) ist eng verknüpft mit einer bestimmten Attitüde, die „proletarische“ Werte und Identität betont und eine rebellische Haltung gegenüber Autoritäten einschließt:

„Oi!-Bands stilisieren sich gerne als Kämpfer für die Unterklasse, die – häufig sehr vage formuliert – gegen die Mächtigen antreten. Bei den Nazi-Skinheads sind die »Mächtigen« dann eben der von Juden unterwanderte Kapitalismus, bei den linksradikalen Skinheads allgemein der Kapitalismus, bei den meist unpolitischen Bands bleibt das ganze sehr schwammig formuliert. Absichtlich natürlich.“

Musikalisch zeichnet sich Oi!-Punk durch einfachen Liedaufbau, mittleres Tempo, harte Gitarrenriffs und Refrains zum Mitsingen aus. Metal-Instrumentalsoli sind verpönt. Allerdings ist das Genre schwer einzugrenzen:

„Seit ein gewisser Herr Bushell den Begriff »Oi!« für die etwas stumpfere Variante des englischen Punkrocks erfand, hat Oi! allerlei bunte Stilblüten getrieben. […] Bands wie Cockney Rejects oder Last Resort mit ihrem uralten Rüpel-Punk, die Vanilla Muffins oder Red London mit Pop-Punk, Störkraft und Kahlkopf mit Nazi-Rock oder eben Agnostic Front und Discipline mit New York Hardcore — all diese Bands bezeichneten sich als Oi! und beriefen sich auf eine von Jahr zu Jahr verschwommener werdende Tradition. Die Troopers aus Berlin verstehen unter Oi! eher metallisch geprägten Punkrock der langsamen Gangart mit derben Texten, zu denen der entsprechende Gesang paßt.“

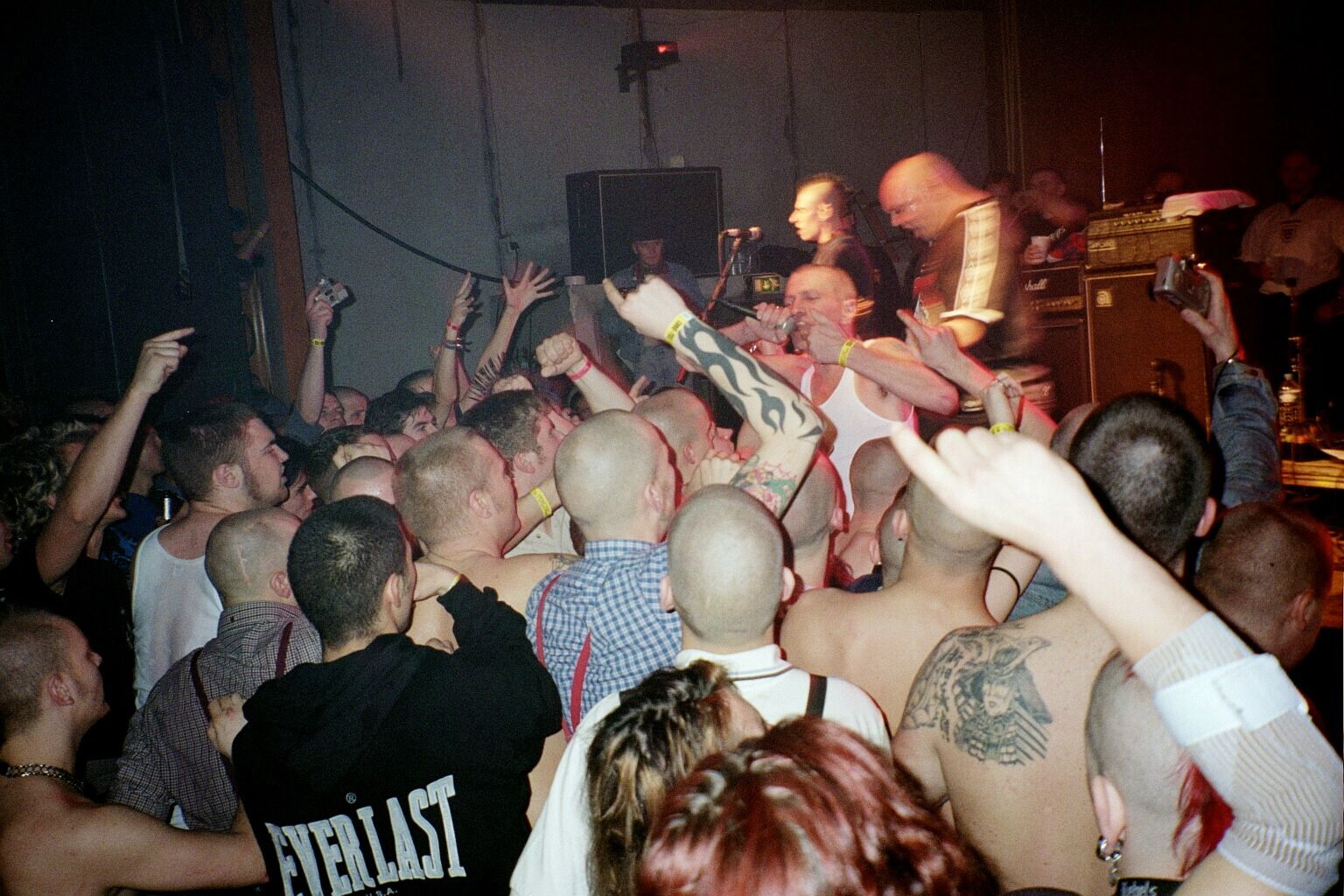
The Business live in Berlin

Zu den bekanntesten britischen Oi!-Bands gehören The Business, Cockney Rejects, Cock Sparrer und Sham 69, die ihre Wurzeln zum Teil schon in den frühen 1970ern haben. Viele der frühen Oi!-Bands, die sich oft noch in den 1980er Jahren aufgelöst hatten, formierten sich während des Oi!-Revivals Mitte der 1990er Jahre wieder.

## Ursprung des Begriffs
Der Ausruf „Oi!“ ist ein englischer Slangausdruck für ‚Hey‘, ‚Hallo, du da‘. Er wird aber auch mit dem englischen Wort Joy ‚Freude‘ in Verbindung gebracht, unter anderem wegen der 1981 veröffentlichten Oi!-Kompilation Strength Thru Oi!, eine Anlehnung an Strength through Joy, die englische Übersetzung von Kraft durch Freude, dem Namen einer NS-Freizeitorganisation. Die Kompilation sorgte damals für einen Skandal; der verantwortliche Musikjournalist Garry Bushell äußerte später, sich nicht bewusst auf diese Parole bezogen zu haben, diese sei ihm damals nicht bekannt gewesen; den Namen habe er an eine EP der Band The Skids angelehnt, deren Sänger Richard Jobson wiederum angegeben habe, sie aus der Autobiographie des Schauspielers Dirk Bogarde entnommen zu haben. Gegen den alternativen Titel The Oi of Sex habe Bushell sich entschieden, weil dieser ihm zu frivol erschienen sei. Aufgrund dieser Kompilation wird die Genrebezeichnung oftmals auf die Parole „Kraft durch Freude“ zurückgeführt, allerdings wurde bereits im Vorjahr die erste Oi!-Kompilation Oi! The Album veröffentlicht. Zudem wird diese „Beweisführung“ auch kritisiert, weil Freude auf Englisch „joy“ und nicht „oi!“ heißt, bei einem eindeutigen Bezug auf die Parole also hätte das Genre „Joy-Musik“ heißen müssen.
Der Ausruf „Oi!“ bzw. „oy“ ist erstmals für das 20. Jahrhundert belegt, aber vermutlich älter, und geht auf das weitaus ältere „hoy!“ zurück. Einerseits wird das H im Cockney-Dialekt typischerweise nicht ausgesprochen („slovening of the(?) much older ‚hoy!‘“), andererseits ist der Ausdruck möglicherweise vom Jiddischen der im 19. Jahrhundert eingewanderten Juden aus Polen und Russland, die sich infolge der Pogrome in ihren Herkunftsländern im Londoner East End ansiedelten, beeinflusst: „Der Einfluß dieser Einwanderer auf den Londoner Slang war immerhin so groß, dass schon vor über 100 Jahren ein gewisser H. Baumann dem Jüdisch-Englischen (Yiddish) ein Kapitel in seinem Buch Londinismen (Slang und Cant). Wörterbuch der Londoner Volkssprache (Berlin 1902) widmete.“ Im Jiddischen, wo der Ausruf „Oi!“ als „einer der charakteristischsten“ gilt, drückt er „u. a. Abscheu, Schmerz, Erstaunen oder Verzückung“ („Yiddish exclamation to denote disgust, pain, astonishment or rapture“) aus.

„Kritiker der Theorie, das ‚Cockney-Oi!‘ leite sich in irgendeiner Form vom gleichlautenden jiddischen Ausruf ab, werfen ein, daß der Jiddisch-Experte Leo Rosten in seinem Buch The Joys of Yiddish ganze 29 verschiedene Verwendungsmöglichkeiten für den jiddischen Ausruf ‚oi!‘ aufzählt, von denen allerdings keine haargenau mit einem ‚call for attention‘ übereinstimmt. Dagegen ließe sich wiederum einwenden, daß Leo Rosten mit seinen 29 Beispielen vermutlich immer noch nicht alle möglichen Bedeutungen abgedeckt hat und daß es wohl in der Natur eines Ausdrucks wie ‚oi!‘ liegt, in seiner Bedeutung nicht allzu festgelegt zu sein.“

Der Ausruf wurde schon in den 1930er Jahren von britischen Working-Class-Komikern wie dem Duo Flanagan & Allen verwendet; das Duo wird sowohl von Bushell als auch von Beale „als erstes belegbares Beispiel für die Verwendung von Oi! als (Cockney-)Ausruf“ zitiert, bei Bud Flanagan handelte es sich um den Sohn jüdischer Flüchtlinge aus Polen. Auch der Titel einer Oi!-Compilation Oi! Oi! That’s Yer Lot! war eigentlich der Erkennungsslogan des Komikers Jimmy Wheeler.
Zu den ersten Aufnahmen einer Punk-Band mit dem Ausruf „Oi!“ gehört die 1977 aufgenommene Originalversion von Tomorrow’s World von Menace; die Band allerdings bezeichnete ihren eigenen Stil damals nicht als Oi!, sondern als Punk-Rock. Maßgeblich für die Verbreitung des Ausrufs innerhalb der Punk-Szene war die Band Cockney Rejects verantwortlich, die als erste ein Stück namens Oi! Oi! Oi! schrieb und deren Sänger „Stinky“ Turner Lieder auf diese Weise statt mit „1, 2, 3, 4“ anstimmte.

## Oi! in Deutschland
In den Texten deutscher Oi!-Bands geht es, wie in den Texten ausländischer Bands auch, zumeist um Alkoholkonsum (v. a. Bier), Sex, Fußball, das Dasein als Skinhead oder die Musik selbst. Die oft stattfindende Ästhetisierung aggressiver Verhaltensweisen und die Überhöhung von starkem Alkoholkonsum zu einer Lebenseinstellung werden von traditionellen Skinheads häufig belächelt.
Bekanntere deutsche Oi!-Bands waren bzw. sind die frühen Böhse Onkelz, Split Image, Herbärds, Die Alliierten, Vortex, Body Checks, Pöbel & Gesocks, Bierpatrioten, SpringtOifel und The Voice. Seit Mitte und Ende der 1990er sind unter anderem Bands wie Berliner Weisse, 4 Promille, Rabauken, Volxsturm, KrawallBrüder, Loikaemie und Broilers populär geworden.
Neben politisch eher neutralen und rechten Bands gibt es auch linke oder explizit antifaschistische Oi!-Bands, wie beispielsweise die Stage Bottles, Broilers, Loikaemie oder Oidorno. Auch in Deutschland ist Oi! keineswegs ein Phänomen, das auf Skinhead-Kreise beschränkt ist. Zahlreiche Oi!-Bands bestehen aus Punks und Skins, was in der Regel auch für das jeweilige Publikum gilt.

## Oi! in den USA
In den frühen 1980ern gelangte der britische Oi!-Sound auch in die USA und wurde dort von einheimischen Bands wie US Chaos, The Press, The Bruisers, Anti-Heroes, Warzone und Iron Cross aufgenommen. In vielen Fällen beeinflussten Oi! und Streetpunk musikalisch zudem viele Hardcore-Punk-Gruppen wie Youth Brigade, Youth of Today, SSD, Cro-Mags und Agnostic Front. In Zusammenhang mit der Vermischung von Oi!/Streetpunk und Hardcore wird heute mitunter auch der Begriff „Streetcore“ benutzt. Auch Hatecore-Gruppen wie SFA sind hörbar durch Oi!-Punk beeinflusst.

## Politik

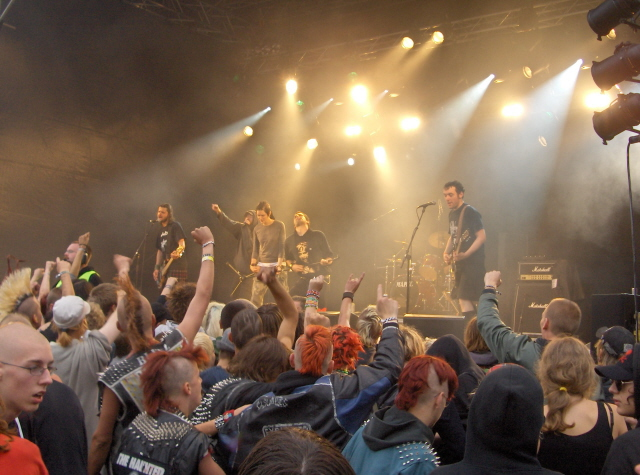
Oi Polloi live in Lindeberg

Spätestens nachdem es 1981 nach einem Oi!-Konzert in Southall, London, zu Ausschreitungen zwischen den Konzertbesuchern und den asiatischen Anwohnern gekommen ist, wird Oi! in der Öffentlichkeit und den Massenmedien oft mit Neonazismus assoziiert. Dies ist aber ebenso wenig zutreffend wie die pauschale Gleichsetzung von Skinheads (egal ob traditionell oder Oi!-Skin) mit Rechtsextremisten oder Neonazis.
Tatsächlich hat die Oi!-Szene (wie beispielsweise auch die Skinhead-Szene) ein ähnlich breites Spektrum an politischen Meinungen, wie es in jeder gesellschaftlichen Gruppierung zu finden ist, deren Hauptbetätigungsfeld nicht die Politik ist.
Von Beginn der Oi!-Bewegung an gab es stets sowohl gemäßigte Linke (Mensi von den Angelic Upstarts, zu Beginn der 80er ein glühender Anhänger der britischen Labour Party) als auch Rechte und militante Unpolitische.
Manche Oi!-Bands trafen in ihren Songs klare Aussagen zur Arbeitslosigkeit/Arbeitsmarktpolitik, in denen sie auf Probleme hinwiesen und sich somit natürlich politisch betätigten, ohne sich dabei jedoch in eine politische Ecke drängen zu lassen. In dem Lied National Employer’s Blacklist von The Business (1981) klagt die Praxis einiger Arbeitgeber an, Namen vehementer Vertreter von Arbeitnehmerrechten in einer Liste zu führen und somit deren Einstellung zu verhindern und in Jobs Not Jails von The Gonads (1980) heißt es: „What we want’s the right to work/Give us jobs not jails/Don’t throw us on the scrapheap because your system fails.“ (Was wir wollen ist das Recht auf Arbeit/ Gebt uns Arbeitsplätze und nicht Gefängnisse/ Werft uns nicht auf den Müllhaufen, weil euer System fehlschlägt.) Einige Bands vertraten auch anarchistische Standpunkte, unter anderem Oi Polloi oder Blaggers ITA.
Ein weiteres interessantes Beispiel stellt die Londoner Band Combat 84 dar. Wie in einer im britischen Fernsehen gezeigten Dokumentation über die Band klar wurde, waren Sänger (gemäßigt rechts) und Schlagzeuger (unpolitisch bis gemäßigt links) nur selten einer politischen Meinung.
In ihren Liedern stellten sie demzufolge die politischen Standpunkte des Sängers Chubby Chris dar: In Rapist spricht er sich für Todesstrafe für Sexualstraftäter aus („Bring back capital punishment“) und in The Right to Choose für die Stationierung von Cruise-Missile-Raketen in Europa („The right to choose – we want the cruise!“) (beide 1983).
Die Politik-Diskussion und die damit verbundenen Spannungen führten dazu, dass die Oi!-Szene ab Mitte der 80er Jahre zwar sehr vital, aber auch limitiert blieb. Der Weg zur großen Massenbewegung war durch die Medienberichte endgültig verstellt, dafür blieb es im Kern der Szene umso intensiver. Zudem bildeten sich weitere Szenen – unter dem Banner „Rock Against Communism“ eine rechtsextreme/neonazistische, im Gefolge der Northern-Soul-Band The Redskins eine linksextreme und im Zuge des aufkommenden Ska-Revivals eine Skinhead-Reggae-Szene, die vielen Oi!-Anhängern Entwicklungsmöglichkeiten boten und diese wie auch neue Interessierte gern in ihren Reihen aufnahmen.
1988 sollte das seit den Vorfällen von Southhall erste große Oi!-Konzert in London stattfinden: „Oi! – The Main Event“. Der Veranstaltungsort „Victoria“ mitten in der Londoner Innenstadt fasste etwa 2000 Besucher (die jedoch beim Main Event wegen Behördenauflagen auf 1500 reduziert werden mussten), frühere Konzerte hatten meist in Pubs stattfinden müssen, die mit mehreren 100 Besuchern bereits überfüllt waren. Im Lineup standen u. a. Section 5, Vicious Rumours, The Business, Judge Dread, Angelic Upstarts und ein aus geheim gehaltenen Szene-Persönlichkeiten bestehende, für diesen Auftritt zusammenkommende Formation mit dem Namen Oi!-Allstars. Für damalige Verhältnisse äußerst penible Sicherheitsvorkehrungen konnten jedoch ein Debakel nicht verhindern: Obwohl der Abend fast ganz ohne Vorfälle über die Bühne ging, sollte es doch zu einem Auftritt der Allstars nie kommen. Offensichtlich hatte der Veranstalter nicht richtig einschätzen können, dass die Angelic Upstarts durch einen Linksruck in ihrer Einstellung (den sie auch auf ihrem damals aktuellen Album Blood on the Terraces von 1987 vermittelten) die Sympathien eines Teils der Szene verloren hatten – die Bühne wurde gestürmt, die Musiker verjagt und ein Teil des Equipments zerstört. Erst mit einem Konzertabbruch und Räumung der Konzerthalle konnte Schlimmeres verhindert werden. Für Großbritannien hatte dieser durch politische Spannungen in der Szene verursachte Konzertabbruch zur Folge, dass bis heute für Oi!-Bands keine großen Veranstaltungshallen zur Verfügung stehen und die Bewegung nicht mehr ansatzweise große Zuschauer- und Hörermengen erreicht.
Die meisten Oi!-Bands in Deutschland wie auch international haben ihre Meinung in der politischen Mitte orientiert, grenzen sich zum Teil auch explizit gegen den neonazistisch geprägten Teil der Skinhead-Szene ab. Die Grenzen sind jedoch bisweilen fließend, da bei rechtsextremistischen bzw. neonazistischen Bands häufig nur der offen propagierte Rassismus mehr oder weniger deutlich zum Themenspektrum hinzutritt.
Gelegentlich bezeichnen rechtsradikale und neonazistische „Skinhead“-Bands ihre eigene Musik ebenfalls als Oi!-Musik oder hören diese Musikrichtung. Daneben hat sich der Begriff RAC (=„Rock Against Communism“, eine Reaktion auf den „Rock Against Racism“) als Bezeichnung für neonazistischen „Skinhead“-Rock (auch White Noise genannt) in der Szene etabliert.

## Filme
- 1983: Made in Britain (Spielfilm)
- 2000: Oi!Warning (Spielfilm)
- 2003: Skinhead Attitude (Dokumentation)
- 2010: Skinhead–a Crossculture (Dokumentation)